# Varaix
Varaix (en ucraïnès i en rus Вараш), des del 1977 fins al 2016 Kuznetsovsk (en ucraïnès Кузнецо́вськ) és una ciutat de la província de Rivne, Ucraïna. El 2021 tenia 42.126 habitants.

## Glaeria d'imatges

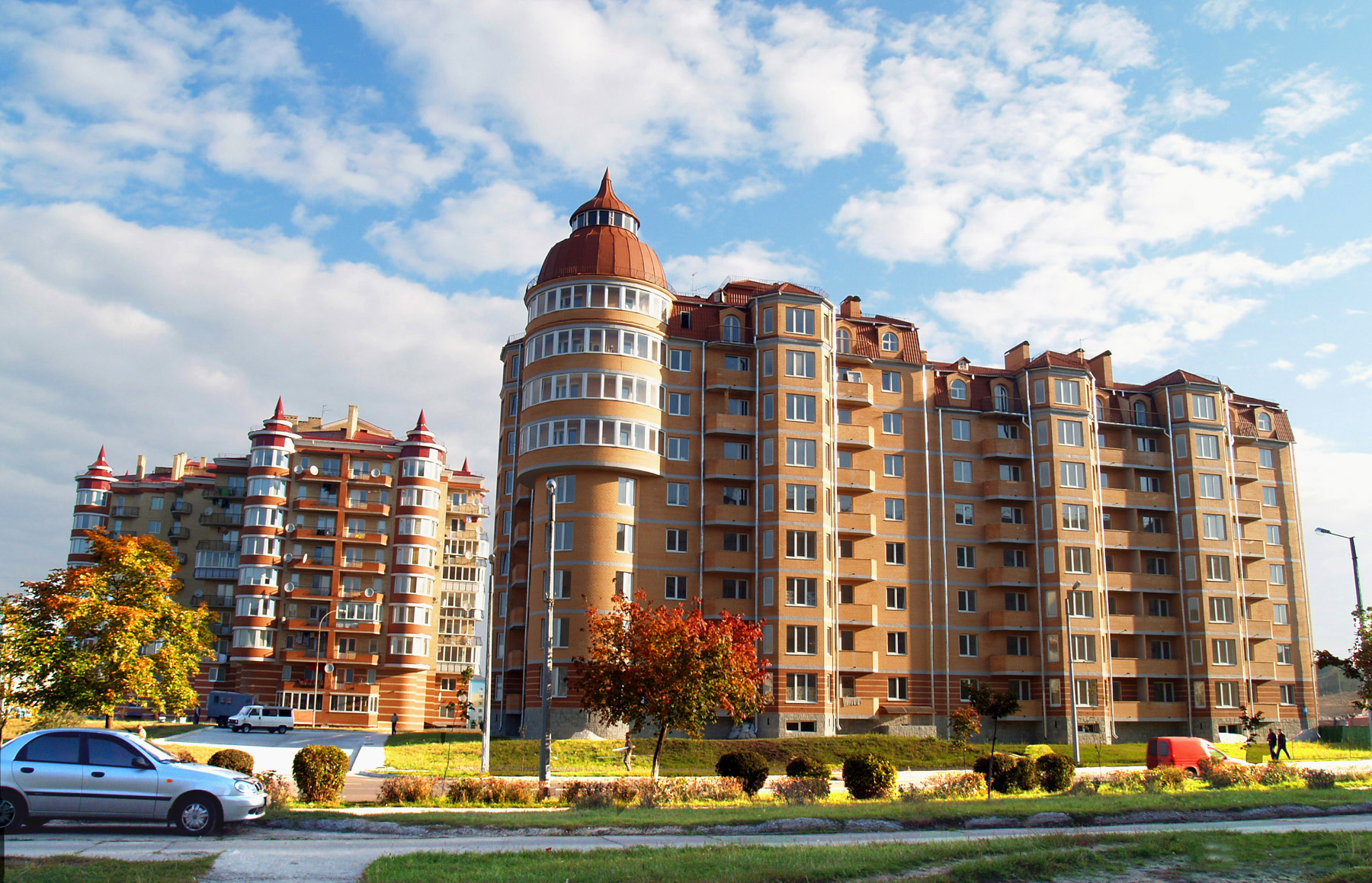
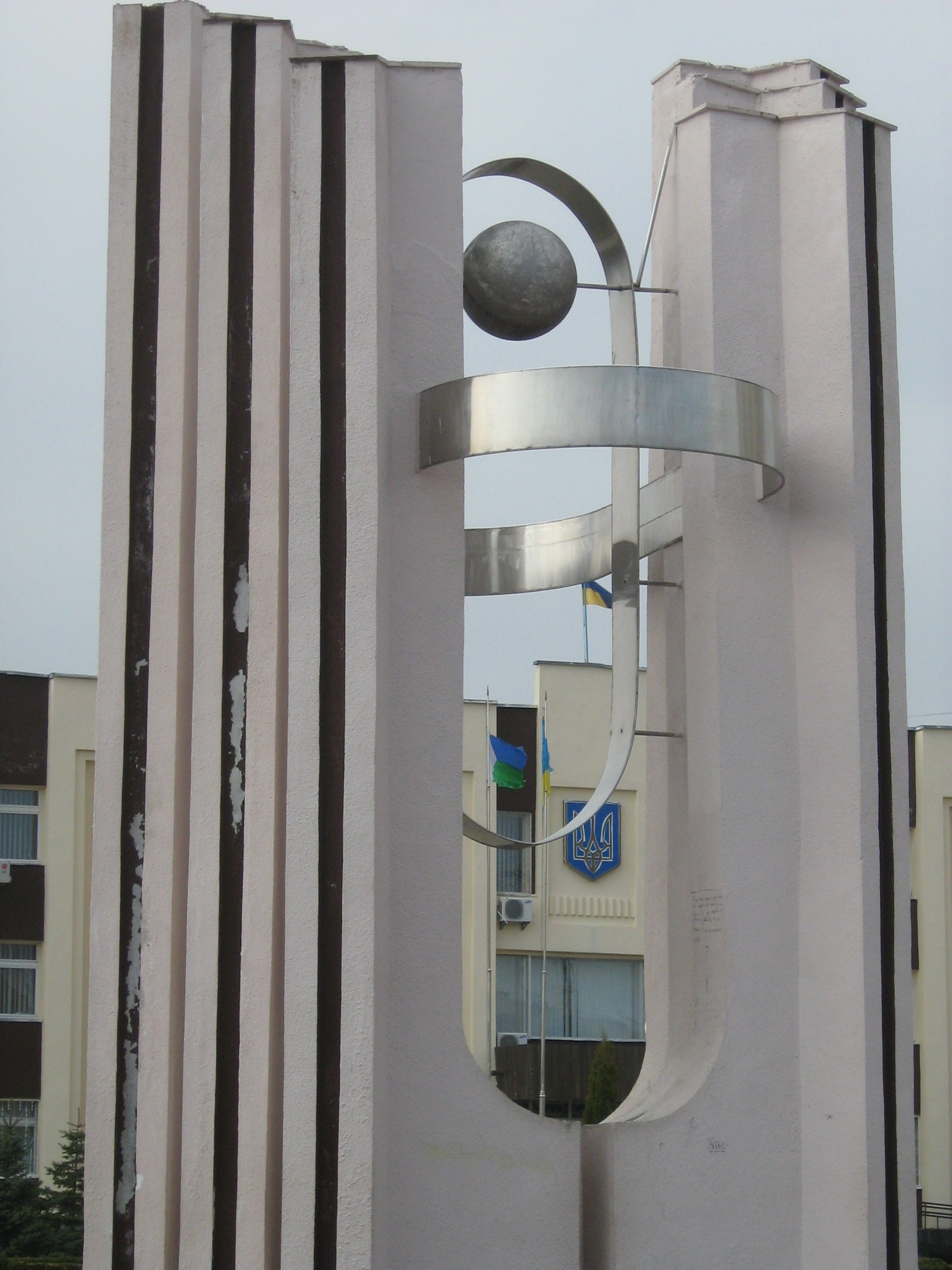
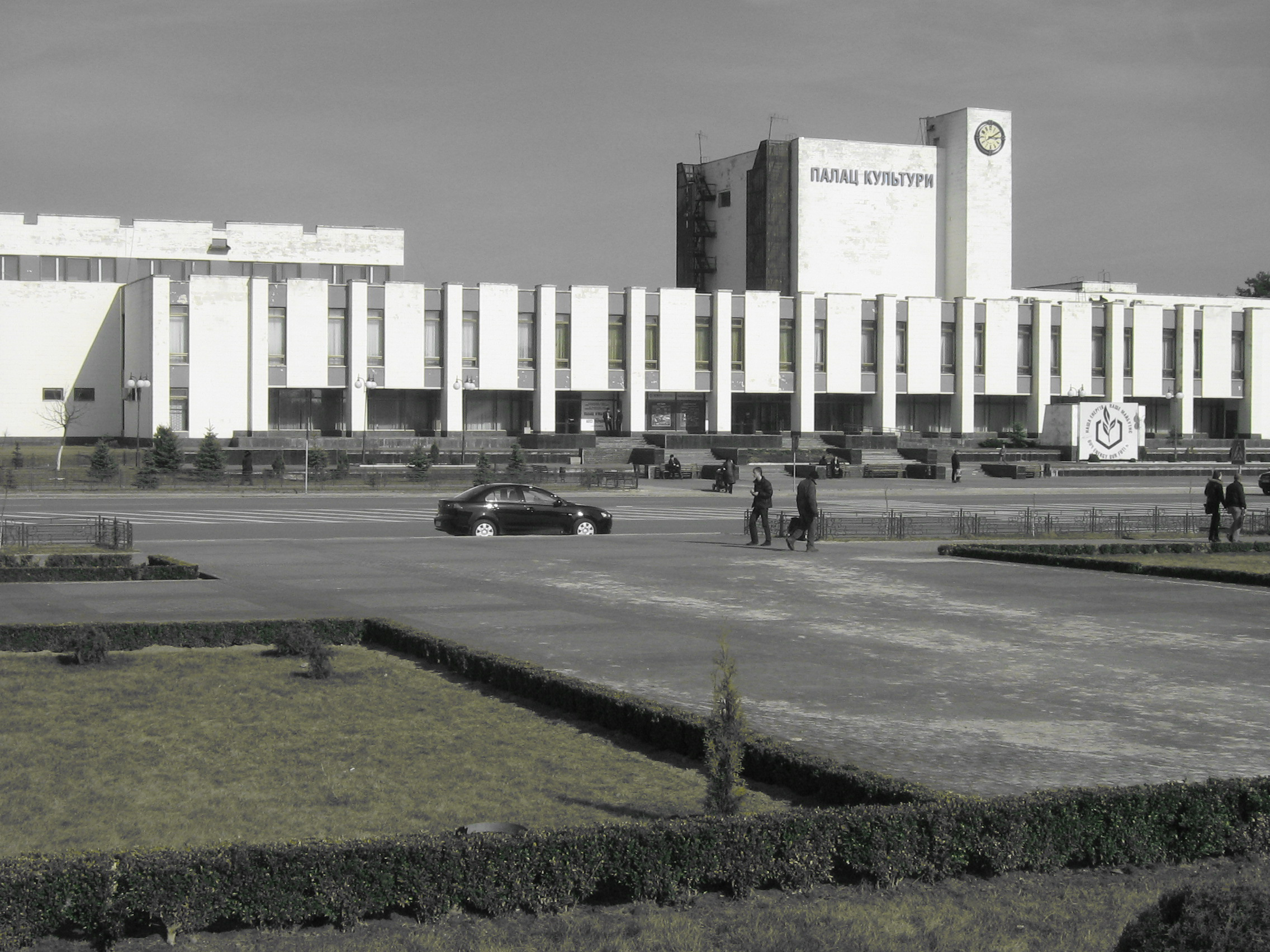
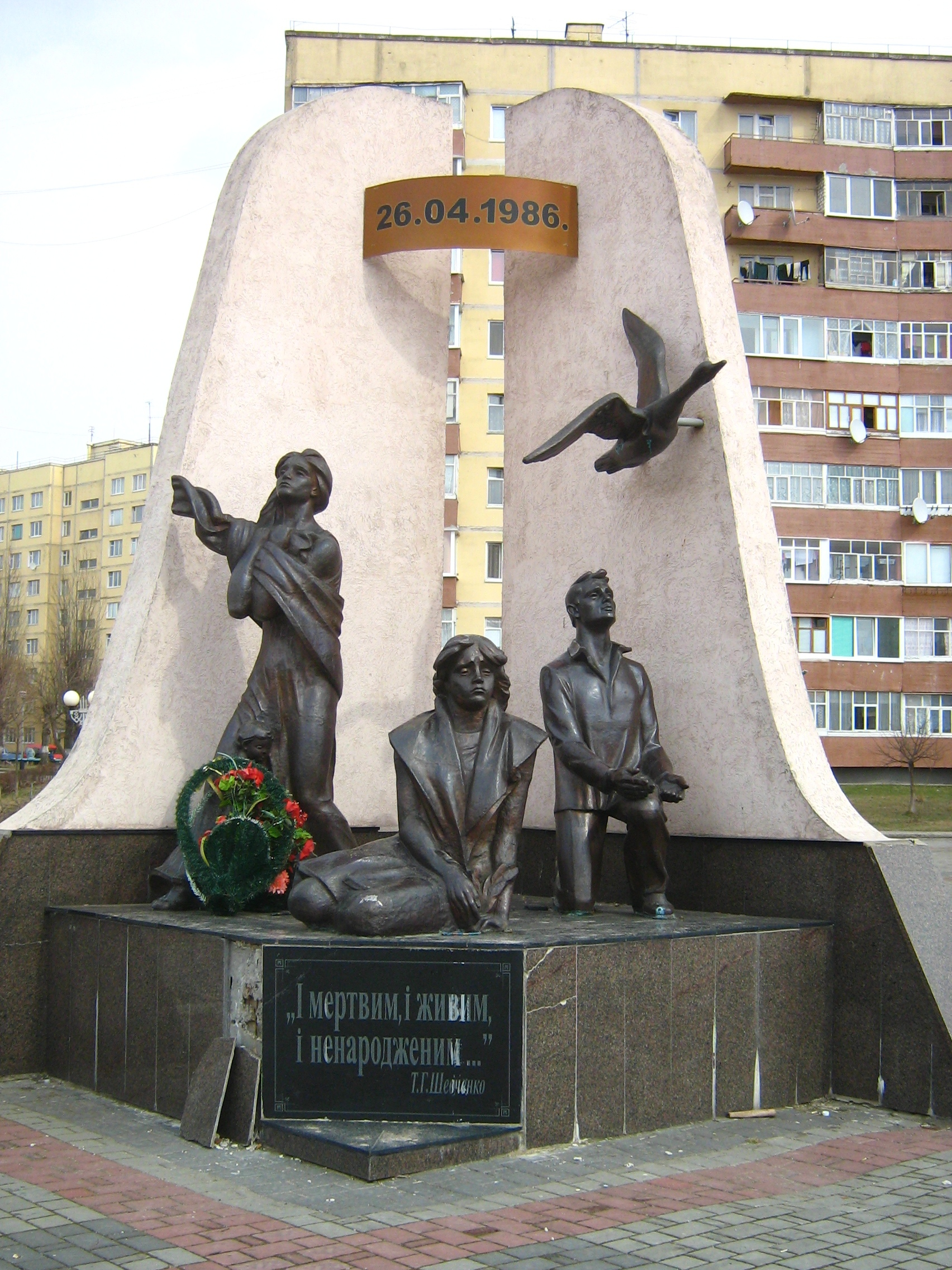
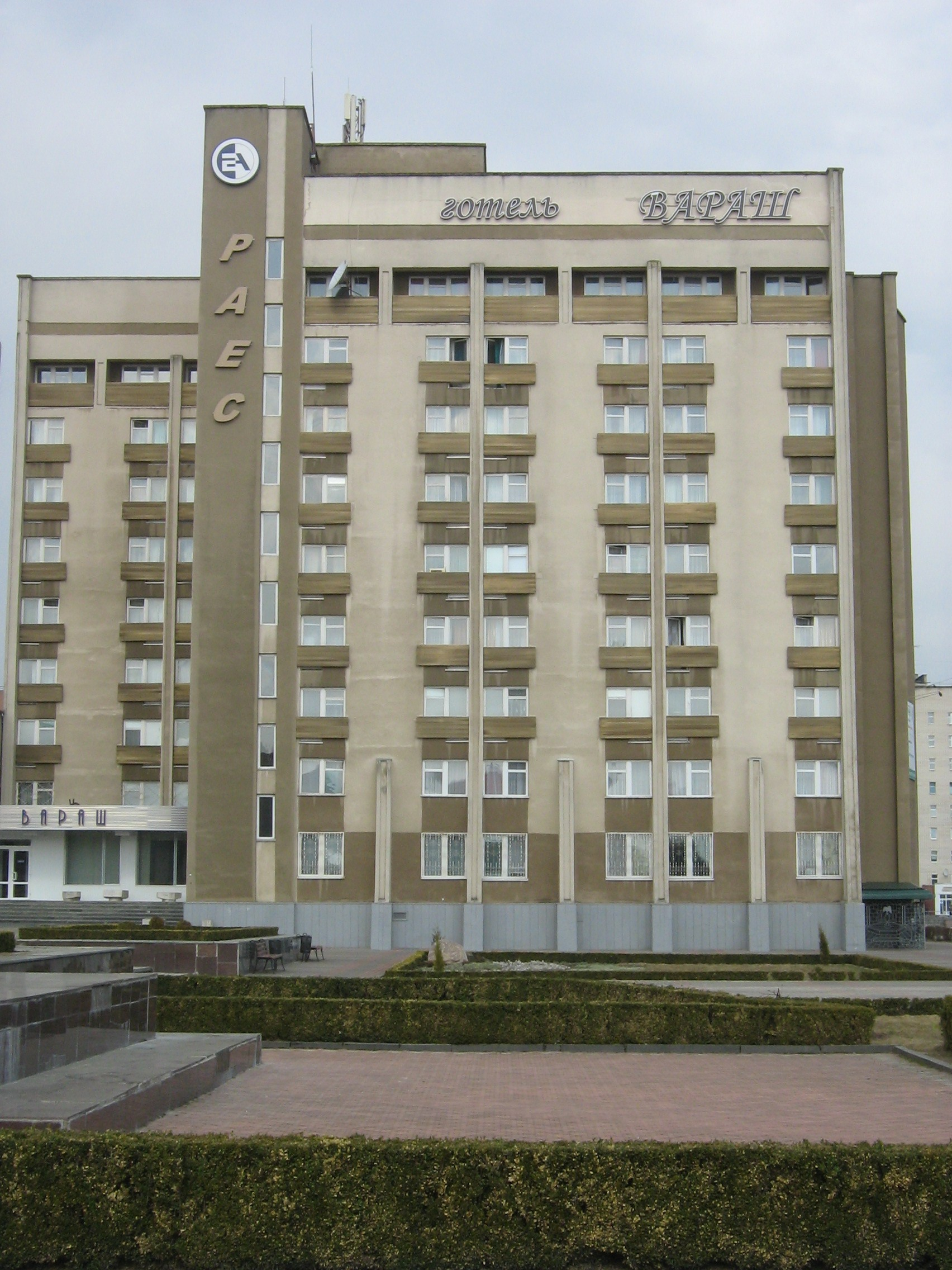
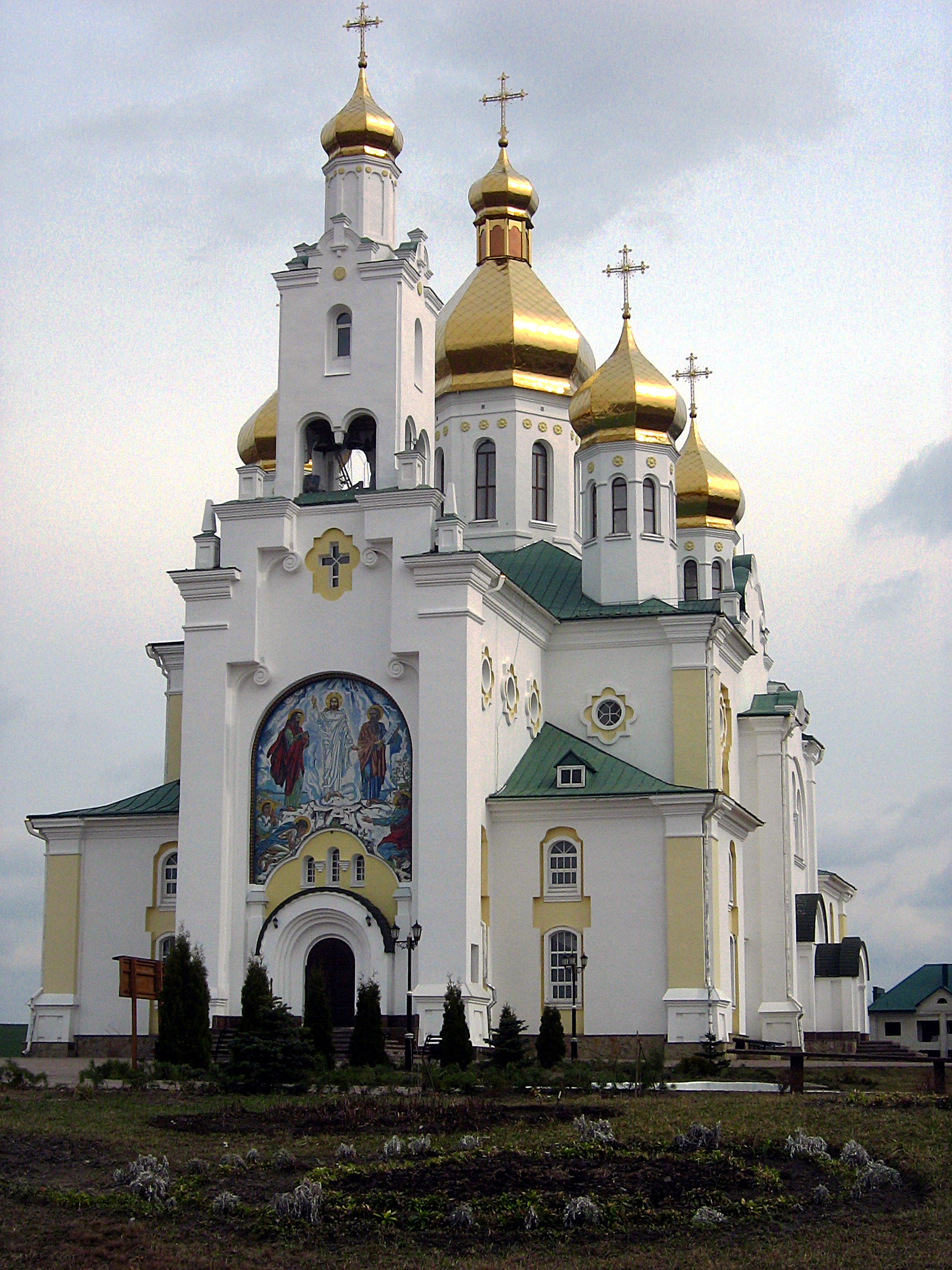
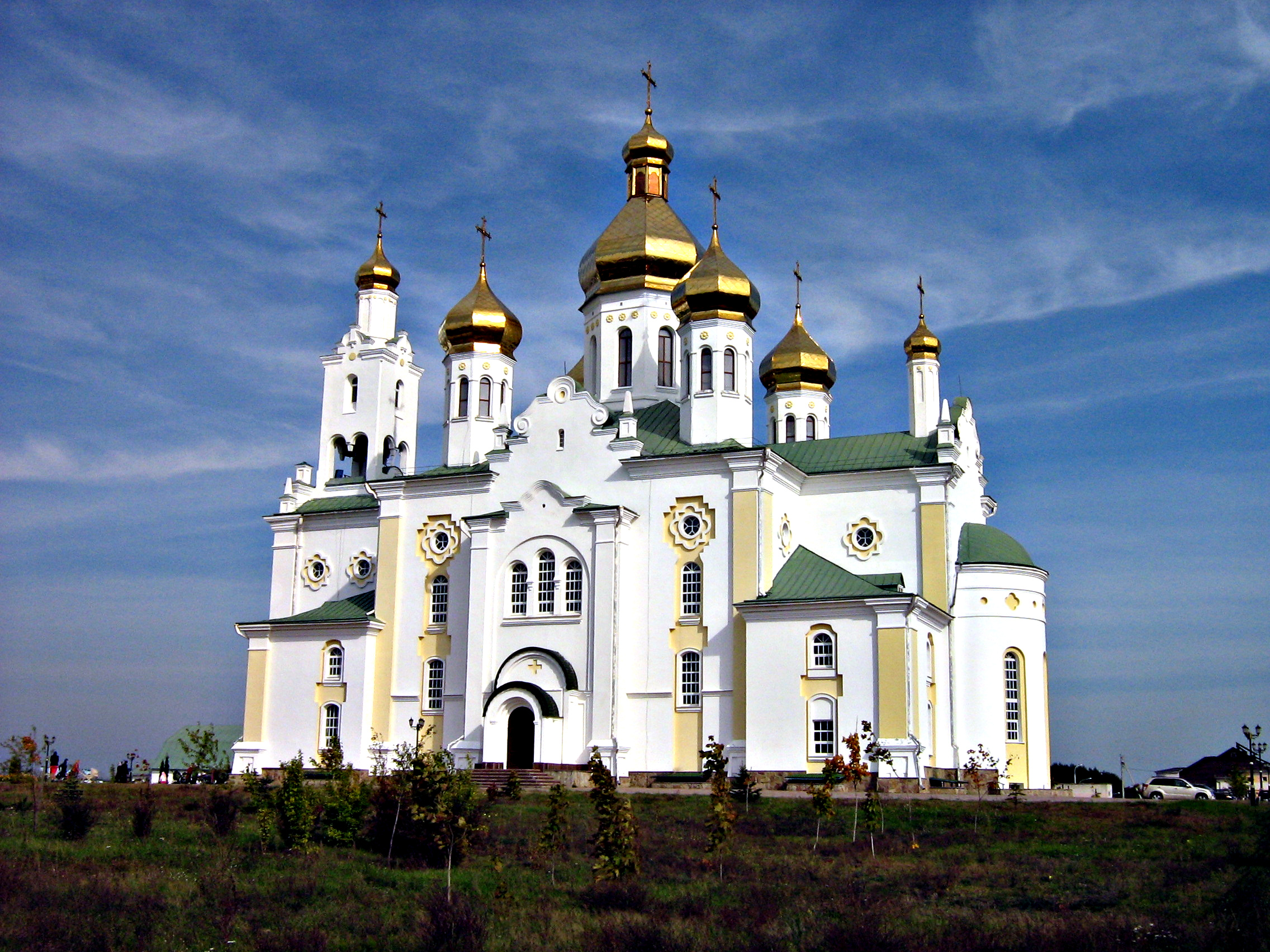
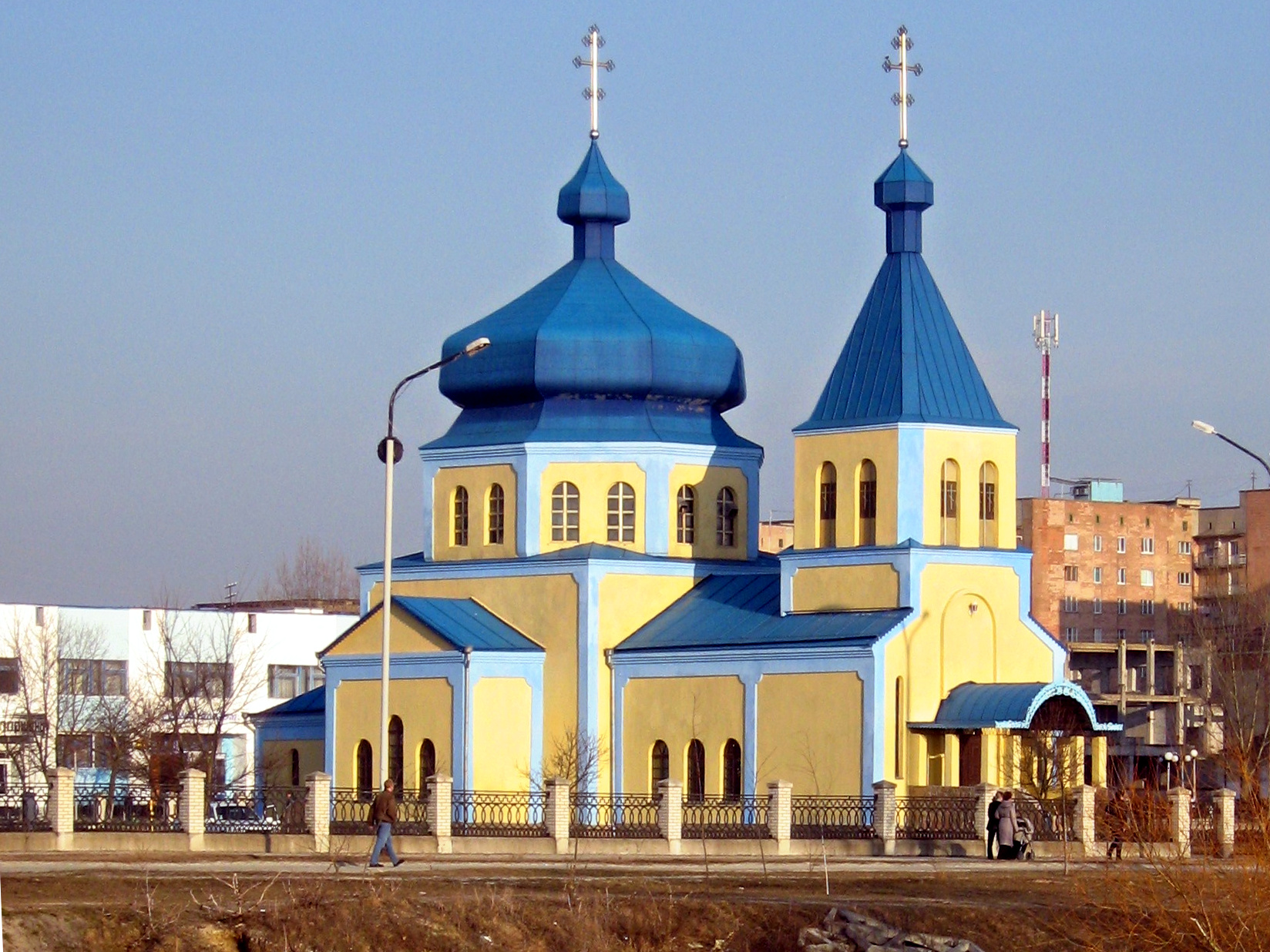